# Pallavolo Sirio Perugia 2006-2007
Questa voce raccoglie le informazioni riguardanti la Pallavolo Sirio Perugia nelle competizioni ufficiali della stagione 2006-2007.

## Stagione
La stagione 2006-07 è per la Pallavolo Sirio Perugia, sponsorizzata dalla Despar, la diciassettesima, l'undicesima consecutiva, in Serie A1; in panchina viene confermato Massimo Barbolini, mentre la rosa viene arricchita con gli arrivi di Antonella Del Core, Ana Grbac, Giulia Decordi, oltre al ritorno, dopo la maternità, di Simona Gioli: lasciano la squadra Chiara Di Iulio, Dorota Świeniewicz e Laura Venturini, mentre tra le conferme si segnalano quelle di Walewska de Oliveira, Antonina Zetova, Hélia de Souza, Chiara Arcangeli e Mirka Francia.
Il primo trofeo della stagione è la Supercoppa italiana a cui la Pallavolo Sirio Perugia grazie ai risultati ottenuti nella stagione precedente: tuttavia è eliminata già nelle semifinali a seguito del 3-0 inflitto dall'Asystel Volley.
Il campionato si apre con la sconfitta in casa del Santeramo Sport a cui seguono tre vittorie consecutive prima di una nuova sconfitta contro il Giannino Pieralisi Volley: il prosieguo della girone di andata vede un'alternanza di risultati che porta il club perugino al quinto posto in classifica. Il girone di ritorno inizia con quattro successi di fila prima di una nuova sconfitta contro la squadra di Jesi, seguita dalla vittoria sul Robursport Volley Pesaro ed uno stop inflitto dal Volley Bergamo: nelle ultime quattro partite della regular season la Pallavolo Sirio Perugia coglie tutte vittorie confermando il quinto posto in classifica. Nei quarti di finale dei play-off scudetto supera in due gare il Volley Bergamo, mentre nelle semifinali ha la meglio sull'Asystel Volley, vincendo tre gare sulle quattro disputate: l'ultimo atto del campionato è contro il Giannino Pieralisi Volley, squadra che perde tutte e tre le gare disputante, consegnando al team umbro la vittoria del terzo scudetto.
Tutte le squadre partecipanti alla Serie A1 2006-07 sono di diritto qualificate alla Coppa Italia; nella fase a gironi la Pallavolo Sirio Perugia chiude il proprio raggruppamento al secondo posto in classifica, guadagnandosi l'accesso al turno successivo come migliore tra le seconde. Dopo aver disputato un turno amichevole contro il Volley Bergamo, nei quarti di finale ha la meglio sia nella gara di andata che in quella di ritorno sul Giannino Pieralisi Volley, accedendo alla Final Four di Prato: in semifinali batte 3-2 l'Asystel Volley, mentre in finale vince per 3-1 contro il Robursport Volley Pesaro, aggiudicandosi il trofeo per la quinta volta.
Grazie al quarto posto al termine della regular season e l'uscita ai quarti di finale nei play-off scudetto nel campionato 2005-06 la Pallavolo Sirio Perugia ottiene il diritto di partecipazione alla Coppa CEV, partendo direttamente dagli ottavi di finale, dove supera, vincendo sia la gara di andata che quella di ritorno, il Panellinios Gymnastikos Syllogos; accede quindi alla Final Four, organizzata in casa, dopo aver vinto i quarti di finale contro il Clubul Sportiv Dinamo Bucareşti: nelle semifinali ha la meglio al tie-break ai danni dell'Asystel Volley, mentre in finale supera per 3-0 il Volejbol'nyj klub Zareč'e Odincovo, mettendo il trofeo in bacheca per la seconda volta.

## Organigramma societario
Area direttiva
- Presidente: Alfonso Orabona

Area tecnica
- Allenatore: Massimo Barbolini
- Allenatore in seconda: Emanuele Sbano
- Scout man: Giovanni Simoncini

Area sanitaria
- Medico: Alfredo Albertacci
- Preparatore atletico: Ezio Bramard
- Fisioterapista: Mauro Proietti

## Rosa
| N° | Nome                 | Ruolo | Data di nascita   | Nazionalità sportiva |
| -- | -------------------- | ----- | ----------------- | -------------------- |
| 1  | Walewska de Oliveira | C     | 1º ottobre 1979   | Brasile              |
| 2  | Ana Grbac            | P     | 23 marzo 1988     | Croazia              |
| 4  | Lucia Crisanti       | C     | 16 marzo 1986     | Italia               |
| 5  | Antonina Zetova      | S/O   | 17 settembre 1973 | Bulgaria             |
| 7  | Hélia de Souza       | P     | 10 marzo 1970     | Brasile              |
| 8  | Giulia Decordi       | S     | 5 novembre 1986   | Italia               |
| 9  | Chiara Arcangeli     | L     | 14 febbraio 1983  | Italia               |
| 10 | Beatrice Sacco       | S     | 7 giugno 1983     | Italia               |
| 11 | Kseniya Ihnatsiuk    | C     | 17 agosto 1989    | Italia               |
| 11 | Elisa Mezzasoma      | C     | 21 gennaio 1990   | Italia               |
| 12 | Senna Ušić           | S     | 14 maggio 1986    | Croazia              |
| 13 | Mirka Francia        | S     | 14 febbraio 1975  | Italia               |
| 15 | Antonella Del Core   | S     | 5 ottobre 1980    | Italia               |
| 16 | Francesca Valentini  | C     | 26 aprile 1988    | Italia               |
| 17 | Simona Gioli         | C     | 17 settembre 1977 | Italia               |
| 18 | Erika Campana        | C     | 10 giugno 1987    | Italia               |

## Mercato
| Acquisti | Acquisti            | Acquisti          | Acquisti   |
| R.       | Nome                | da                | Modalità   |
| -------- | ------------------- | ----------------- | ---------- |
| C        | Erika Campana       | ?                 | definitivo |
| S        | Giulia Decordi      | Esperia           | definitivo |
| S        | Antonella Del Core  | Robursport Pesaro | definitivo |
| C        | Simona Gioli        | inattiva          | definitivo |
| P        | Ana Grbac           | Rijeka            | definitivo |
| S        | Beatrice Sacco      | Arzano            | definitivo |
| C        | Francesca Valentini | ?                 | definitivo |

| Cessioni | Cessioni           | Cessioni          | Cessioni   |
| R.       | Nome               | a                 | Modalità   |
| -------- | ------------------ | ----------------- | ---------- |
| S        | Chiara Di Iulio    | Robursport Pesaro | definitivo |
| S        | Alessia Morelli    | ?                 | definitivo |
| S        | Dorota Świeniewicz | BKS               | definitivo |
| P        | Laura Venturini    | -                 | ritirata   |

## Risultati

### Serie A1

#### Girone di andata
| 1ª giornata - 26 novembre 2006 PalaCooper, Santeramo in Colle    | Santeramo         | 3 - 2 | Sirio Perugia      | 25-23, 27-25, 21-25, 20-25, 17-15 |
| 2ª giornata - 3 dicembre 2006 PalaEvangelisti, Perugia           | Sirio Perugia     | 3 - 0 | Chieri             | 25-14, 25-15, 25-21               |
| 3ª giornata - 9 dicembre 2006 PalaFranzanti, Piacenza            | River             | 0 - 3 | Sirio Perugia      | 14-25, 18-25, 20-25               |
| 4ª giornata - 17 dicembre 2006 PalaBaldassarra, Altamura         | Altamura          | 1 - 3 | Sirio Perugia      | 22-25, 27-25, 20-25, 11-25        |
| 5ª giornata - 29 dicembre 2006 PalaEvangelisti, Perugia          | Sirio Perugia     | 0 - 3 | Giannino Pieralisi | 23-25, 24-26, 21-25               |
| 6ª giornata - 7 gennaio 2007 PalaDionigi, Sant'Angelo in Lizzola | Robursport Pesaro | 2 - 3 | Sirio Perugia      | 25-21, 25-23, 22-25, 23-25, 9-15  |
| 7ª giornata - 14 gennaio 2007 PalaEvangelisti, Perugia           | Sirio Perugia     | 0 - 3 | Bergamo            | 22-25, 22-25, 20-25               |
| 8ª giornata - 20 gennaio 2007 PalaGalassi, Forlì                 | Forlì             | 0 - 3 | Sirio Perugia      | 19-25, 17-25, 15-25               |
| 9ª giornata - 28 gennaio 2007 PalaEvangelisti, Perugia           | Sirio Perugia     | 3 - 1 | Club Padova        | 25-15, 24-26, 25-19, 25-19        |
| 10ª giornata - 4 febbraio 2007 PalaEvangelisti, Perugia          | Sirio Perugia     | 3 - 0 | Vicenza            | 25-18, 25-16, 25-16               |
| 11ª giornata - 11 febbraio 2007 PalaDalLago, Novara              | Asystel           | 3 - 0 | Sirio Perugia      | 25-16, 25-20, 25-21               |

#### Girone di ritorno
| 12ª giornata - 18 febbraio 2007 PalaEvangelisti, Perugia          | Sirio Perugia      | 3 - 0 | Santeramo         | 25-20, 25-16, 25-22        |
| 13ª giornata - 24 febbraio 2007 PalaMaddalene, Chieri             | Chieri             | 0 - 3 | Sirio Perugia     | 18-25, 22-25, 20-25        |
| 14ª giornata - 10 marzo 2007 PalaEvangelisti, Perugia             | Sirio Perugia      | 3 - 0 | River             | 25-12, 25-22, 25-16        |
| 15ª giornata - 21 marzo 2007 PalaEvangelisti, Perugia             | Sirio Perugia      | 3 - 0 | Altamura          | 25-17, 25-17, 25-21        |
| 16ª giornata - 25 marzo 2007 PalaTriccoli, Jesi                   | Giannino Pieralisi | 3 - 1 | Sirio Perugia     | 20-25, 26-24, 25-22, 25-22 |
| 17ª giornata - 6 aprile 2007 PalaEvangelisti, Perugia             | Sirio Perugia      | 3 - 0 | Robursport Pesaro | 25-12, 25-18, 25-22        |
| 18ª giornata - 14 aprile 2007 PalaNorda, Bergamo                  | Bergamo            | 3 - 1 | Sirio Perugia     | 25-16, 16-25, 26-24, 25-15 |
| 19ª giornata - 22 aprile 2007 PalaEvangelisti, Perugia            | Sirio Perugia      | 3 - 0 | Forlì             | 25-23, 25-18, 25-22        |
| 20ª giornata - 25 aprile 2007 PalaArcella, Padova                 | Club Padova        | 0 - 3 | Sirio Perugia     | 16-25, 18-25, 18-25        |
| 21ª giornata - 29 aprile 2007 Palasport Città di Vicenza, Vicenza | Vicenza            | 0 - 3 | Sirio Perugia     | 13-25, 19-25, 16-25        |
| 22ª giornata - 6 maggio 2007 PalaEvangelisti, Perugia             | Sirio Perugia      | 3 - 0 | Asystel           | 25-13, 25-13, 25-18        |

#### Play-off scudetto
| Quarti di finale (gara 1) - 9 maggio 2007 PalaNorda, Bergamo        | Bergamo            | 1 - 3 | Sirio Perugia      | 16-25, 20-25, 25-23, 22-25        |
| Quarti di finale (gara 2) - 13 maggio 2007 PalaEvangelisti, Perugia | Sirio Perugia      | 3 - 1 | Bergamo            | 25-18, 25-15, 19-25, 25-22        |
| Semifinali (gara 1) - 20 maggio 2007 PalaDalLago, Novara            | Asystel            | 1 - 3 | Sirio Perugia      | 25-21, 18-25, 14-25, 21-25        |
| Semifinali (gara 2) - 23 maggio 2007 PalaEvangelisti, Perugia       | Sirio Perugia      | 3 - 1 | Asystel            | 22-25, 25-21, 25-17, 25-19        |
| Semifinali (gara 3) - 27 maggio 2007 PalaDalLago, Novara            | Asystel            | 3 - 0 | Sirio Perugia      | 25-18, 25-19, 25-22               |
| Semifinali (gara 4) - 30 maggio 2007 PalaEvangelisti, Perugia       | Sirio Perugia      | 3 - 1 | Asystel            | 20-25, 25-23, 25-19, 25-20        |
| Finale (gara 1) - 6 giugno 2007 PalaTriccoli, Jesi                  | Giannino Pieralisi | 2 - 3 | Sirio Perugia      | 23-25, 25-15, 21-25, 25-22, 13-15 |
| Finale (gara 2) - 10 giugno 2007 PalaEvangelisti, Perugia           | Sirio Perugia      | 3 - 0 | Giannino Pieralisi | 25-23, 25-20, 25-22               |
| Finale (gara 3) - 13 giugno 2007 PalaTriccoli, Jesi                 | Giannino Pieralisi | 0 - 3 | Sirio Perugia      | 18-25, 13-25, 27-29               |

### Coppa Italia

#### Fase a gironi
| 1ª giornata - 1º ottobre 2006 PalaCooper, Santeramo in Colle | Santeramo          | 3 - 1 | Sirio Perugia      | 27-25, 22-25, 27-25, 25-21       |
| 2ª giornata - 8 ottobre 2006 PalaEvangelisti, Perugia        | Sirio Perugia      | 3 - 0 | Giannino Pieralisi | 25-13, 25-20, 25-19              |
| 3ª giornata - 15 ottobre 2006 PalaBaldassarre, Altamura      | Altamura           | 0 - 3 | Sirio Perugia      | 18-25, 15-25, 23-25              |
| 4ª giornata - 22 ottobre 2006 PalaEvangelisti, Perugia       | Sirio Perugia      | 3 - 0 | Altamura           | 25-22, 25-14, 25-10              |
| 5ª giornata - 29 ottobre 2006 PalaTriccoli, Jesi             | Giannino Pieralisi | 0 - 3 | Sirio Perugia      | 16-25, 23-25, 25-27              |
| 6ª giornata - 5 novembre 2006 PalaEvangelisti, Perugia       | Sirio Perugia      | 2 - 3 | Santeramo          | 29-27, 22-25, 25-23, 22-25, 8-15 |

#### Fase a eliminazione diretta
| Secondo turno (andata) - 12 novembre 2006 PalaEvangelisti, Perugia    | Sirio Perugia      | 3 - 0 | Bergamo            | 25-22, 25-23, 26-24              |
| Secondo turno (ritorno) - 16 novembre 2006 PalaNorda, Bergamo         | Bergamo            | 3 - 1 | Sirio Perugia      | 25-19, 23-25, 25-15, 25-16       |
| Quarti di finale (andata) - 21 febbraio 2007 PalaEvangelisti, Perugia | Sirio Perugia      | 3 - 0 | Giannino Pieralisi | 25-22, 25-20, 25-19              |
| Quarti di finale (ritorno) - 13 marzo 2007 PalaTriccoli, Jesi         | Giannino Pieralisi | 0 - 3 | Sirio Perugia      | 17-25, 23-25, 23-25              |
| Semifinali - 31 marzo 2007 PalaConsiang, Prato                        | Asystel            | 2 - 3 | Sirio Perugia      | 25-23, 25-16, 19-25, 20-25, 7-15 |
| Finale - 1º aprile 2007 PalaConsiang, Prato                           | Robursport Pesaro  | 1 - 3 | Sirio Perugia      | 25-20, 22-25, 17-25, 20-25       |

### Supercoppa italiana

#### Fase a eliminazione diretta
| Semifinali - 22 dicembre 2006 Palazzetto dello Sport, Monterotondo | Sirio Perugia | 0 - 3 | Asystel | 12-25, 21-25, 43-45 |

### Coppa CEV

#### Fase a eliminazione diretta
| Ottavi di finale (andata) - 16 gennaio 2007 Panellinios Hall, Atene       | Panellīnios      | 1 - 3 | Sirio Perugia   | 13-25, 14-25, 29-27, 20-25        |
| Ottavi di finale (ritorno) - 25 gennaio 2007 PalaEvangelisti, Perugia     | Sirio Perugia    | 3 - 0 | Panellīnios     | 25-17, 25-19, 25-18               |
| Quarti di finale (andata) - 7 febbraio 2007 Extreme Sports Hall, Bucarest | Dinamo Bucarest  | 2 - 3 | Sirio Perugia   | 25-18, 26-24, 20-25, 16-25, 13-15 |
| Quarti di finale (ritorno) - 14 febbraio 2007 PalaEvangelisti, Perugia    | Sirio Perugia    | 3 - 0 | Dinamo Bucarest | 25-19, 25-14, 25-16               |
| Semifinali - 17 marzo 2007 PalaEvangelisti, Perugia                       | Sirio Perugia    | 3 - 2 | Asystel         | 25-14, 21-25, 25-18, 23-25, 15-13 |
| Finale - 18 marzo 2007 PalaEvangelisti, Perugia                           | Zareč'e Odincovo | 0 - 3 | Sirio Perugia   | 20-25, 19-25, 19-25               |

## Statistiche

### Statistiche di squadra
| Competizione        | Punti | In casa | In casa | In casa | In trasferta | In trasferta | In trasferta | Totale | Totale | Totale |
| Competizione        | Punti | G       | V       | P       | G            | V            | P            | G      | V      | P      |
| ------------------- | ----- | ------- | ------- | ------- | ------------ | ------------ | ------------ | ------ | ------ | ------ |
| Serie A1            | 48    | 15      | 13      | 2       | 16           | 11           | 5            | 31     | 24     | 7      |
| Coppa Italia        | 13    | 5       | 4       | 1       | 5            | 3            | 2            | 12     | 9      | 3      |
| Supercoppa italiana | -     | -       | -       | -       | -            | -            | -            | 1      | 0      | 1      |
| Coppa CEV           | -     | 2       | 2       | 0       | 2            | 2            | 0            | 6      | 6      | 0      |
| Totale              | -     | 22      | 19      | 3       | 23           | 16           | 7            | 50     | 39     | 11     |

G = partite giocate; V = partite vinte; P = partite perse

### Statistiche dei giocatori
| C. Arcangeli   | 31 | 0   | 0   | 0  | 0  | 11 | 0   | 0   | 0  | 0  | 1 | 0  | 0  | 0 | 0 | Statistiche assenti | Statistiche assenti |
| E. Campana     | -  | -   | -   | -  | -  | 1  | 0   | 0   | 0  | 0  | - | -  | -  | - | - | Statistiche assenti | Statistiche assenti |
| L. Crisanti    | 3  | 23  | 12  | 9  | 2  | 8  | 70  | 40  | 21 | 9  | - | -  | -  | - | - | Statistiche assenti | Statistiche assenti |
| G. Decordi     | 10 | 25  | 15  | 9  | 1  | 9  | 58  | 37  | 12 | 9  | 0 | 0  | 0  | 0 | 0 | Statistiche assenti | Statistiche assenti |
| W. de Oliveira | 29 | 266 | 194 | 62 | 10 | 4  | 35  | 22  | 9  | 4  | 1 | 10 | 9  | 0 | 1 | Statistiche assenti | Statistiche assenti |
| H. de Souza    | 27 | 40  | 26  | 8  | 6  | 4  | 7   | 2   | 1  | 4  | 1 | 0  | 0  | 0 | 0 | Statistiche assenti | Statistiche assenti |
| A. Del Core    | 29 | 271 | 233 | 29 | 9  | 7  | 59  | 51  | 6  | 2  | 1 | 15 | 15 | 0 | 0 | Statistiche assenti | Statistiche assenti |
| M. Francia     | 31 | 499 | 433 | 45 | 21 | 11 | 167 | 144 | 18 | 5  | 1 | 15 | 14 | 0 | 1 | Statistiche assenti | Statistiche assenti |
| S. Gioli       | 29 | 275 | 210 | 57 | 8  | 4  | 47  | 32  | 14 | 1  | 1 | 6  | 4  | 2 | 0 | Statistiche assenti | Statistiche assenti |
| A. Grbac       | 17 | 17  | 8   | 7  | 2  | 10 | 21  | 9   | 6  | 6  | 1 | 0  | 0  | 0 | 0 | Statistiche assenti | Statistiche assenti |
| K. Ihnatsiuk   | 0  | 0   | 0   | 0  | 0  | 1  | 0   | 0   | 0  | 0  | 0 | 0  | 0  | 0 | 0 | Statistiche assenti | Statistiche assenti |
| E. Mezzasoma   | -  | -   | -   | -  | -  | 2  | 5   | 4   | 0  | 1  | - | -  | -  | - | - | Statistiche assenti | Statistiche assenti |
| B. Sacco       | 27 | 0   | 0   | 0  | 0  | 12 | 0   | 0   | 0  | 0  | 1 | 0  | 0  | 0 | 0 | Statistiche assenti | Statistiche assenti |
| S. Ušić        | 17 | 55  | 45  | 8  | 2  | 11 | 88  | 73  | 7  | 8  | 1 | 0  | 0  | 0 | 0 | Statistiche assenti | Statistiche assenti |
| F. Valentini   | -  | -   | -   | -  | -  | 3  | 0   | 0   | 0  | 0  | - | -  | -  | - | - | Statistiche assenti | Statistiche assenti |
| A. Zetova      | 31 | 471 | 391 | 61 | 19 | 12 | 189 | 160 | 19 | 10 | 1 | 8  | 8  | 0 | 0 | Statistiche assenti | Statistiche assenti |

P = presenze; PT = punti totali; AV = attacchi vincenti; MV = muri vincenti; BV = battute vincenti